# SKF-38393
SKF-38393是一种含氮有机化合物，化学式C
16H
17NO
2，带有苯并氮杂环庚三烯结构，可作为多巴胺受體D1和D5的选择性部分激动剂。